# Pavlovce (Prešov)
|  | No s'ha de confondre amb Pavlovce (Banská Bystrica). |

Pavlovce és un poble i municipi d'Eslovàquia. Es troba a la regió de Prešov, al nord del país.

## Història
La primera referència escrita de la vila data del 1359.

## Demografia
| Godina             | 1994 | 2004    | 2014   | 2024   |
| ------------------ | ---- | ------- | ------ | ------ |
| Nombre de persones | 625  | 716     | 762    | 836    |
| Diferència         |      | +14,56% | +6,42% | +9,71% |

| Godina             | 2023 | 2024   |
| ------------------ | ---- | ------ |
| Nombre de persones | 837  | 836    |
| Diferència         |      | −0,11% |